# Salim Joubran

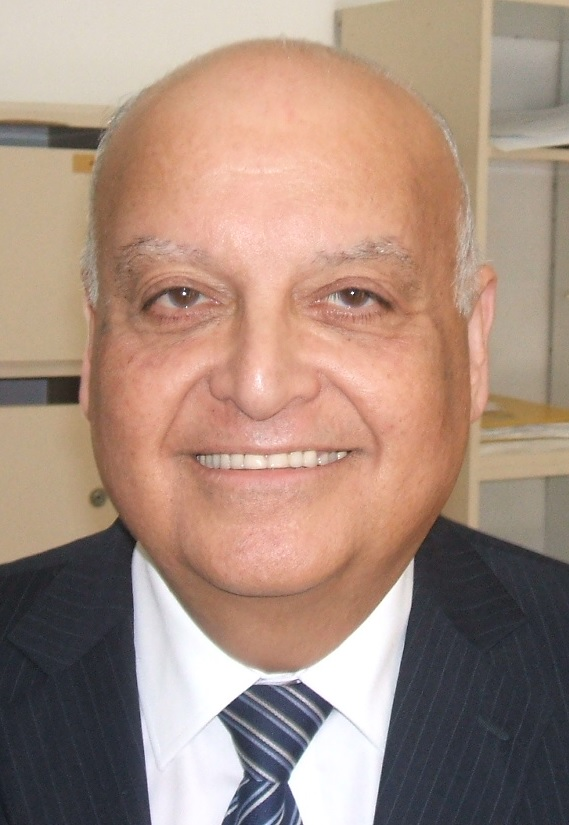
Salim Joubran (2015)

Salim Joubran (arabisch سليم جبران, DMG Salīm Ǧubrān; hebräisch סלים ג'ובראן; * 4. August 1947 in Haifa; † 15. März 2024) war ein Richter am Obersten Gericht Israels. Er war der erste arabischstämmige Richter, der auf Dauer an den Gerichtshof berufen wurde; zuvor war nur Abd-er-Rahman Zoabi als arabischstämmiger Richter dort zeitweise tätig.

## Leben
Der maronitische Joubran machte Abitur 1963 an der Terra-Sancta-Schule im Chan al-Ifranǧ (خان الإفرنج) in Akko, bevor er zum Studium an die Hebräische Universität Jerusalem ging, das er dort 1968 abschloss. Zunächst praktizierte er von 1970 bis 1982 als Anwalt, wurde dann aber Richter am Magistratsgericht von Haifa. Elf Jahre später stieg er zum Richter am Distriktsgericht Haifa auf, wo er weitere zehn Jahre tätig sein sollte, bis er 2003 zunächst nur als temporär ernanntes Mitglied Richter am Obersten Gericht wurde. Im Mai 2004 wurde er auf Dauer ernannt. Joubrans Amtszeit am Obersten Gericht endete im August 2017 mit der Vollendung seines 70. Lebensjahres.